# Pachycheles pectinicarpus
Pachycheles pectinicarpus is een tienpotigensoort uit de familie van de Porcellanidae. De wetenschappelijke naam van de soort is voor het eerst geldig gepubliceerd in 1858 door Stimpson.